# Clitocybe hydrogramma
Clitocybe hydrogramma är en svampart som först beskrevs av Bull. & A. Venturi, och fick sitt nu gällande namn av Paul Kummer 1871. Clitocybe hydrogramma ingår i släktet Clitocybe och familjen Tricholomataceae.   Inga underarter finns listade i Catalogue of Life.